# 恢复秩序运动
恢复秩序运动是第一次世界大战结束后，欧洲兴起的一場艺术运动，这场运动反对1918年之前的前衛艺术。这场运动是艺术界对战争作出的回应。和恢复秩序运动相关的是新古典主義以及现实主义绘画。